# Bankstatement
Bankstatement è un album del tastierista Tony Banks, pubblicato nell'agosto 1989.

## Il disco
Questo album segnò per Banks un ritorno al pop, dopo la parentesi di Soundtracks. Il tastierista è affiancato dai cantanti Alistair Gordon e Jayney Klimek e lui stesso canta sul brano Big man; per il resto, la realizzazione musicale è affidata a turnisti, tra cui il bassista Pino Palladino. Le chitarre sono affidate a Steve Hillage che è anche produttore dell'album assieme allo stesso Banks.
Il brano Queen of Darkness riprende, con un nuovo testo, la musica del brano Lorca incluso in Soundtracks.

## Tracce
Testi e musiche di Tony Banks.
1. Throwback – 4:37
2. I'll Be Waiting – 5:56
3. Queen of Darkness – 4:25
4. That Night – 4:39
5. Raincloud – 4:39
6. The Border – 5:50
7. Big Man – 4:15
8. A House Needs a Roof – 4:06
9. The More I Hide It – 4:29
10. Diamonds Aren't So Hard (*) – 5:12
11. Thursday the Twelfth – 4:51

(*) Traccia extra su CD.

## Formazione
- Tony Banks, tastiere, chitarra, voce nel brano 7
- Alistair Gordon, voce nei brani 1, 2, 4, 5, 6, 9, 10
- Jayney Klimek, voce nei brani 3, 4, 8
- Geoff Dugmore, batteria
- Pino Palladino, basso
- Dick Nolan, basso
- Steve Hillage, chitarre
- John Wilson, cori
- Gary Barnacle, sax
- Martin Robertson, sax
- Pete Thoms, trombone
- John Tirkell, trombe
- Derek Watkins, trombe
- Martin Ditcham, congas e tamburello